# États-Unis aux Jeux olympiques d'été de 2008
Les États-Unis participent aux Jeux olympiques d'été de 2008 à Pékin. Il s'agit de leur 25e participation à des Jeux d'été.
La délégation américaine compte 596 athlètes (dont au moins 33 personnes nées à l'étranger) et s'est présentée dans 27 des 28 sports au programme. Aucune équipe n'a pu se qualifier pour les tournois olympiques de handball.

## Liste des médaillés américains

### Médailles d'or
| Sport                  | Discipline                      | Sportifs | Performance                  |
| Médailles d'or : 36    |                                 | |                              |
| Athlétisme             | 400 m haies (H)                 | Angelo Taylor | 47 s 25                      |
| Athlétisme             | 100 m haies (F)                 | Dawn Harper | 12 s 54                      |
| Athlétisme             | 400 m (H)                       | LaShawn Merritt | 43 s 75                      |
| Athlétisme             | Relais 4×400 m (H)              | LaShawn Merritt Angelo Taylor David Neville Jeremy Wariner | 2 min 55 s 39 (RO)           |
| Athlétisme             | Relais 4×400 m (F)              | Mary Wineberg Allyson Felix Monique Henderson Sanya Richards | 3 min 18 s 54                |
| Athlétisme             | Décathlon (H)                   | Bryan Clay | 8 791 pts                    |
| Athlétisme             | Lancer de disque (F)            | Stephanie Brown Trafton | 64,74 m                      |
| Aviron                 | 8 de pointe (F)                 | Erin Cafaro Lindsay Shoop Anna Goodale Elle Logan Anne Cumins Susan Francia Caroline Lind Caryn Davies Mary Whipple | 6 min 05 s 34                |
| Basket-ball            | Femmes                          | Cappie Pondexter Seimone Augustus Sue Bird Kara Lawson DeLisha Milton-Jones Lisa Leslie Tamika Catchings Tina Thompson Diana Taurasi Sylvia Fowles Katie Smith Candace Parker                                                                            | États-Unis 92 - 65 Australie |
| Basket-ball            | Hommes                          | Carlos Boozer Jason Kidd LeBron James Deron Williams Michael Redd Dwyane Wade Kobe Bryant Dwight Howard Chris Bosh Chris Paul Tayshaun Prince Carmelo Anthony                                                                                            | États-Unis 118 - 107 Espagne |
| Beach-volley           | Femmes                          | Kerri Walsh Misty May-Treanor |                              |
| Beach-volley           | Hommes                          | Philip Dalhausser Todd Rogers |                              |
| Cyclisme sur route     | Contre-la-montre (F)            | Kristin Armstrong | 34 min 51 s                  |
| Equitation             | Saut d'obstacles par équipes    | Mclain Ward Laura Kraut Will Simpson Beezie Madden |                              |
| Escrime                | Sabre individuel (F)            | Mariel Zagunis |                              |
| Football               | Femmes                          | Aly Wagner Natasha Kai Carli Lloyd Kate Markgraf Heather O'Reilly Christie Rampone Amy Rodriguez Hope Solo Lindsay Tarpley Nicole Barnhart Shannon Boxx Rachel Buehler Lori Chalupny Lauren Cheney Tobin Heath Angela Hucles Stephanie Cox Heather Mitts | États-Unis 1 - 0 Brésil      |
| Gymnastique artistique | Multiple individuel (F)         | Nastia Liukin | 63,325 pts                   |
| Gymnastique artistique | Poutre (F)                      | Shawn Johnson | 16,225                       |
| Lutte libre            | Moins de 55 kg (H)              | Henry Cejudo |                              |
| Natation               | 400 m 4 nages (H)               | Michael Phelps | 4 min 03 s 84 (RM)           |
| Natation               | Relais 4 × 100 m nage libre (H) | Michael Phelps Garrett Weber-Gale Cullen Jones Jason Lezak Nathan Adrian Ben Wildman-Tobriner Matt Grevers | 3 min 08 s 24 (RM)           |
| Natation               | Relais 4 × 100 m 4 nages (H)    | Aaron Peirsol Brendan Hansen Michael Phelps Jason Lezak Matt Grevers Mark Gangloff Ian Crocker Garrett Weber-Gale | 3 min 29 s 34 (RM)           |
| Natation               | 200 m nage libre (H)            | Michael Phelps | 1 min 42 s 96 (RM)           |
| Natation               | 200 m papillon (H)              | Michael Phelps | 1 min 52 s 03 (RM)           |
| Natation               | 4 × 200 m nage libre (H)        | Michael Phelps Ryan Lochte Ricky Berens Peter Vanderkaay Klete Keller Erik Vendt David Walters | 6 min 58 s 56 (RM)           |
| Natation               | 100 m dos (F)                   | Natalie Coughlin | 58 s 96 (RAm)                |
| Natation               | 100 m dos (H)                   | Aaron Peirsol | 52 s 54 (RM)                 |
| Natation               | 200 m brasse (F)                | Rebecca Soni | 2 min 20 s 22 (RM)           |
| Natation               | 200 m dos (H)                   | Ryan Lochte | 1 min 53 s 94 (RM)           |
| Natation               | 200 m 4 nages individuel (H)    | Michael Phelps | 1 min 54 s 23 (RM)           |
| Natation               | 100 m papillon (H)              | Michael Phelps | 50 s 58 (RO)                 |
| Tennis                 | Double (F)                      | Serena Williams Venus Williams |                              |
| Tir                    | Double trap (H)                 | Walton Eller | 190 pts                      |
| Tir                    | Skeet (H)                       | Vincent Hancock | 145 pts                      |
| Voile                  | Laser radial (F)                | Anna Tunnicliffe |                              |
| Volley-ball            | Hommes                          | Scott Touzinsky Richard Lambourne David Lee Ryan Millar William Priddy Sean Rooney Riley Salmon Lloy Ball Gabriel Gardner Kevin Hansen Thomas Hoff Clayton Stanley                                                                                       | États-Unis 3 - 1 Brésil      |

### Médailles d'argent
| Sport                   | Discipline                        | Sportifs | Performance                |
| Médailles d'argent : 39 |                                   | |                            |
| Athlétisme              | 400 m haies (F)                   | Sheena Tosta | 53 s 70                    |
| Athlétisme              | 400 m haies (H)                   | Kerron Clement | 47 s 98                    |
| Athlétisme              | 110 m haies (H)                   | David Payne | 13 s 17                    |
| Athlétisme              | 200 m (H)                         | Shawn Crawford | 19 s 96                    |
| Athlétisme              | 200 m (F)                         | Allyson Felix | 21 s 93                    |
| Athlétisme              | 400 m (H)                         | Jeremy Wariner | 44 s 74                    |
| Athlétisme              | 10000 m (F)                       | Shalane Flanagan | 3 min 22 s 22              |
| Athlétisme              | Heptathlon (F)                    | Hyleas Fountain | 6 619 pts                  |
| Athlétisme              | Lancer de poids (H)               | Christian Cantwell | 21,09 m                    |
| Athlétisme              | Saut à la perche (F)              | Jennifer Stuczynski | 4,80 m                     |
| Aviron                  | 1 de couple (F)                   | Michelle Guerette | 7 min 22 s 78              |
| BMX                     | BMX (H)                           | Mike Day |                            |
| Équitation              | Concours complet individuel       | Gina Miles | 56,10 pts                  |
| Escrime                 | Sabre individuel (F)              | Sada Jacobson |                            |
| Escrime                 | Sabre par équipe (H)              | Tim Morehouse Keeth Smart James Williams Jason Rogers |                            |
| Escrime                 | Fleuret par équipes (F)           | Emily Cross Erinn Smart Hanna Thompson |                            |
| Gymnastique artistique  | Par équipes (F)                   | Shawn Johnson Nastia Liukin Chellsie Memmel Samantha Peszek Alicia Sacramone Bridget Sloan | 186,525 pts                |
| Gymnastique artistique  | Multiple individuel (F)           | Shawn Johnson | 62,725 pts                 |
| Gymnastique artistique  | Exercices au sol (F)              | Shawn Johnson | 15,500 pts                 |
| Gymnastique artistique  | Poutre (F)                        | Nastia Liukin | 16,025 pts                 |
| Gymnastique artistique  | Barres asymétriques (F)           | Nastia Liukin | 16,725 pts                 |
| Gymnastique artistique  | Barre fixe (H)                    | Jonathan Horton | 16,175 pts                 |
| Natation                | 4 × 100 m nage libre (F)          | Natalie Coughlin Lacey Nymeyer Kara Lynn Joyce Dara Torres Emily Silver Julia Smit | 3 min 34 s 33              |
| Natation                | 400 m nage libre (F)              | Katie Hoff | 4 min 03 s 29              |
| Natation                | 50 m nage libre (F)               | Dara Torres | 24 s 07 (RAm)              |
| Natation                | 100 m papillon (F)                | Christine Magnuson | 57 s 10                    |
| Natation                | 200 m dos (H)                     | Aaron Peirsol | 1 min 54 s 33              |
| Natation                | 200 m dos (F)                     | Margaret Hoelzer | 2 min 06 s 23              |
| Natation                | 100 m dos (H)                     | Matt Grevers | 53 s 11                    |
| Natation                | 100 m brasse (F)                  | Rebecca Soni | 1 min 06 s 73              |
| Natation                | Relais 4 × 100 m quatre nages (F) | Natalie Coughlin Rebecca Soni Christine Magnuson Dara Torres Margaret Hoelzer Megan Jendrick Elaine Breeden Kara Lynn Joyce                                                                                            | 3 min 53 s 30 (RAm)        |
| Softball                | Equipe féminine                   | Lovieanne Jung Natasha Watley Lauren Lappin Caitlin Lowe Jessica Mendoza Stacey Nuveman Cat Osterman Monica Abbott Laura Berg Crystl Bustos Andrea Duran Jennie Finch Tairia Flowers Victoria Valindo Kelly Kretschman | États-Unis 1 - 3 Japon     |
| Taekwondo               | Moins de 68 kg (H)                | Mark Lopez |                            |
| Tir                     | Skeet (F)                         | Kimberly Rhode | 93 pts                     |
| Tir                     | 50 m rifle couché (H)             | Matthew Emmons | 701,7 pts                  |
| Voile                   | Finn                              | Zach Railey |                            |
| Volley-ball             | Femmes                            | Logan Tom Kim Willoughby Jennifer Joines Danielle Scott-Arruda Stacy Sykora Robyn Ah Mow-Santos Ogonna Nnamani Lindsey Berg Heather Bown Nicole Davis Kimberly Glass Tayyiba Haneef-Park                               | États-Unis 1 - 3 Brésil    |
| Water-polo              | Femmes                            | Elizabeth Armstrong Heather Petri Brittany Hayes Brenda Villa Lauren Wenger Natalie Golda Patty Cardenas Jessica Stephens Elsie Windes Alison Gregorka Moriah van Norman Kami Craig Jaime Hipp                         | États-Unis 8 - 9 Pays-Bas  |
| Water-polo              | Hommes                            | Merrill Moses Peter Varellas Peter Hudnut Jeffrey Powers Adam Wright Rick Merlo Layne Beaubien Tony Azevedo Ryan Bailey Tim Hutten Jesse Smith James Krumpholz Brandon Brooks                                          | États-Unis 10 - 14 Hongrie |

### Médailles de bronze
| Sport                    | Discipline                        | Sportifs | Performance            |
| Médailles de bronze : 37 |                                   | |                        |
| Athlétisme               | 400 m haies (H)                   | Bershawn Jackson | 48 s 06                |
| Athlétisme               | 110 m haies (H)                   | David Oliver | 13 s 18                |
| Athlétisme               | Saut à la perche (H)              | Derek Miles | 5 m 70                 |
| Athlétisme               | Saut en hauteur (F)               | Chaunte Howard | 1 m 99                 |
| Athlétisme               | 400 m (H)                         | David Neville | 44 s 80                |
| Athlétisme               | 400 m (F)                         | Sanya Richards | 49 s 93                |
| Athlétisme               | 200 m (H)                         | Walter Dix | 19 s 98                |
| Athlétisme               | 100 m (H)                         | Walter Dix | 9 s 91                 |
| Aviron                   | 8 de pointe (H)                   | Beau Hoopman Matt Schnobrich Micah Boyd Wyatt Allen Daniel Walsh Steven Coppola Josh Inman Bryan Volpenhein Marcus McElhenney | 5 min 25 s 34          |
| Baseball                 | Hommes                            | Brett Anderson Blaine Neal Matt Brown Nate Schierholtz Jeremy Cummings Michael Koplove Terry Tiffee Kevin Jepsen Brian Duensing Dexter Fowler Brandon Knight Mike Hessman Casey Weathers Jason Donald Jayson Nix Taylor Teagarden Stephen Strasburg Jake Arrieta Lou Marson Matt LaPorta Trevor Cahill Brian Barden John Gall Jeff Stevens | États-Unis 8 - 4 Japon |
| BMX                      | BMX (F)                           | Jill Kintner |                        |
| BMX                      | BMX (H)                           | Donny Robinson |                        |
| Boxe                     | 91 kg (poids lourd) (H)           | Deontay Wilder |                        |
| Cyclisme sur route       | Contre la montre (H)              | Levi Leipheimer | 1 min 03 s 21          |
| Equitation               | Saut d'obstacles individuel       | Beezie Madden |                        |
| Escrime                  | Sabre individuel (F)              | Rebecca Ward |                        |
| Escrime                  | Sabre par équipes (F)             | Sada Jacobson Mariel Zagunis Rebecca Ward |                        |
| Gymnastique              | Concours général par équipes (H)  | Alexander Artemev Raj Bhavsar Joe Hagerty Jonathan Horton Justin Spring Kevin Tan | 275,850 pts            |
| Gymnastique              | Exercices au sol (F)              | Nastia Liukin | 15,425 pts             |
| Judo                     | Moins de 70 kg (F)                | Ronda Rousey |                        |
| Lutte                    | Gréco-romaine, Moins de 96 kg (H) | Adam Wheeler |                        |
| Lutte                    | Libre, Moins de 63 kg (F)         | Randi Miller |                        |
| Natation                 | 400 m 4 nages (H)                 | Ryan Lochte | 4 min 08 s 09          |
| Natation                 | 400 m nage libre (H)              | Larsen Jensen | 3 min 42 s 78          |
| Natation                 | 400 m 4 nages (F)                 | Katie Hoff | 4 min 31 s 71          |
| Natation                 | 100 m dos (F)                     | Margaret Hoelzer | 59 s 34                |
| Natation                 | 200 m nage libre (H)              | Peter Vanderkaay | 1 min 45 s 14          |
| Natation                 | 400 m 4 nages (F)                 | Natalie Coughlin | 2 min 10 s 34          |
| Natation                 | 100 m nage libre (F)              | Natalie Coughlin | 53 s 39 (=RAm)         |
| Natation                 | 200 m 4 nages individuel (F)      | Natalie Coughlin | 2 min 10 s 34          |
| Natation                 | Relais 4×200 m libre (F)          | Allison Schmitt Natalie Coughlin Caroline Burckle Katie Hoff Christine Marshall Kim Vandenberg Julia Smit | 7 min 46 s 33 (RAm)    |
| Natation                 | 100 m nage libre (H)              | Jason Lezak | 47 s 67                |
| Taekwondo                | Moins de 57 kg (F)                | Diana Lopez |                        |
| Taekwondo                | Moins de 80 kg (H)                | Steven Lopez |                        |
| Tennis                   | Double (H)                        | Mike Bryan Bob Bryan |                        |
| Tir                      | Trap (F)                          | Corey Cogdell | 86 pts                 |
| Tir                      | 10 m Pistolet à air (H)           | Jason Turner | 99 pts                 |

## Engagés par sport

### Athlétisme
| Hommes - 100 m - Tyson Gay - Walter Dix - Darvis Patton - 200 m - Walter Dix - Shawn Crawford - Wallace Spearmon - 400 m - LaShawn Merritt - Jeremy Wariner - David Neville - 800 m - Nick Symmonds - Andrew Wheating - Christian Smith - 1 500 m - Bernard Lagat - Leonel Manzano - Lopez Lomong - 5 000 m - Bernard Lagat - Matt Tegenkamp - Ian Dobson - 10 000 m - Abdi Abdirahman - Galen Rupp - Jorge Torres - 110 m haies - David Oliver - Terrence Trammell - David Payne - 400 m haies - Bershawn Jackson - Kerron Clement - Angelo Taylor - 3 000 m steeple - Anthony Famiglietti - Billy Nelson - Josh McAdams - 20 km marche - Kevin Eastler - Saut en hauteur - Jesse Williams - Andra Manson - Dustin Jonas - Javelot - Mike Hazle - Leigh Smith - Saut en longueur - Trevell Quinley - Brian Johnson - Miguel Pate - Lancer du disque - Ian Waltz - Michael Robertson - Casey Malone - Saut a la perche - Derek Miles - Jeff Hartwig - Brad Walker - Lancer du poids - Reese Hoffa - Christian Cantwell - Adam Nelson - Triple saut - Aarik Wilson - Kenta Bell - Rafeeq Curry - Decathlon - Bryan Clay - Trey Hardee - Tom Pappas | Women's team - 100 m - Muna Lee - Torri Edwards - Lauryn Williams - 200 m - Allyson Felix - Muna Lee - Marshevet Hooker - 400 m - Sanya Richards - DeeDee Trotter - Mary Wineberg - 800 m - Hazel Clark - Alice Schmidt - Nicole Teter - 1 500 m - Shannon Rowbury - Erin Donohue - Christin Wurth-Thomas - 5 000 m - Kara Goucher - Jennifer Rhines - Shalane Flanagan - 10 000 m - Shalane Flanagan - Kara Goucher - Amy Begley - 100 m haies - Lolo Jones - Damu Cherry - Dawn Harper - 400 m haies - Tiffany Ross-Williams - Queen Harrison - Sheena Tosta - 3 000 m steeple - Anna Willard - Lindsey Anderson - Jennifer Barringer - 20 km marche - Joanne Dow - Saut en longueur - Brittney Reese - Grace Upshaw - Funmi Jimoh - Lancer du marteau - Jessica Cosby - Amber Campbell - Loree Smith - Lancer du disque - Aretha Thurmond - Suzy Powell-Roos - Stephanie Brown Trafton - Javelot - Kara Patterson - Kim Kreiner - Saut a la perche - Jennifer Stuczynski - Erica Bartolina - April Steiner-Bennett - Lancer du poids - Michelle Carter - Kristin Heaston - Jillian Camarena - Triple saut - Shani Marks - Erica McLain - Heptathlon - Hyleas Fountain - Jacquelyn Johnson - Diana Pickler |

#### Hommes
| Épreuve               | Athlète             | Séries       | Séries | Quarts de finale | Quarts de finale | Demi-finales | Demi-finales | Finale       | Finale             |
| Épreuve               | Athlète             | Résultat     | Rang   | Résultat         | Rang             | Résultat     | Rang         | Résultat     | Rang               |
| --------------------- | ------------------- | ------------ | ------ | ---------------- | ---------------- | ------------ | ------------ | ------------ | ------------------ |
| 100 mètres            | Tyson Gay           | 10.22        | 1er Q  | 10.09            | 2e Q             | 10.05        | 5e           | -            | -                  |
| 100 mètres            | Walter Dix          | 10.35        | 3e Q   | 10.08            | 2e Q             | 9.95         | 2e Q         | 9.91         | Médaille de bronze |
| 100 mètres            | Darvis Patton       | 10.25        | 2e Q   | 10.04            | 2e Q             | 10.03        | 4e Q         | 10.03        | 8e                 |
| 200 mètres            | Shawn Crawford      | 20.61        | 1er Q  | 20.42            | 2e Q             | 20.12        | 2e Q         | 19.96        | Médaille d'argent  |
| 200 mètres            | Walter Dix          | 20.77        | 2e Q   | 20.27            | 2e Q             | 20.19        | 3e Q         | 19.98        | Médaille de bronze |
| 200 mètres            | Wallace Spearmon    | 20.46        | 1er Q  | 20.39            | 2e Q             | 20.14        | 3e Q         | DNF          | /                  |
| 400 mètres            | LaShawn Merritt     | 44.96        | 1er Q  | NC               | NC               | 44.12        | 1er Q        | 43.75        | Médaille d'or      |
| 400 mètres            | Jeremy Wariner      | 45.23        | 1er Q  | NC               | NC               | 44.15        | 1er Q        | 44.74        | Médaille d'argent  |
| 400 mètres            | David Neville       | 45.22        | 2e Q   | NC               | NC               | 44.91        | 2e Q         | 44.80        | Médaille de bronze |
| 800 mètres            | Andy Wheating       | 1 min 47.05  | 4e     | -                | -                | -            | -            | -            | -                  |
| 800 mètres            | Christian Smith     | 1 min 48.20  | 4e     | -                | -                | -            | -            | -            | -                  |
| 800 mètres            | Nick Symmonds       | 1 min 46.01  | 1er Q  | NC               | NC               | 1 min 46.96  | 5e           | -            | -                  |
| 1 500 mètres          | Leonel Manzano      | 3 min 36.67  | 6e Q   | NC               | NC               | 3 min 50.33  | 12e          | -            | -                  |
| 1 500 mètres          | Bernard Lagat       | 3 min 42.30  | 4e Q   | NC               | NC               | 3 min 37.79  | 6e           | -            | -                  |
| 1 500 mètres          | Lopez Lomong        | 3 min 36.70  | 5e Q   | NC               | NC               | 3 min 41.00  | 12e          | -            | -                  |
| 5 000 mètres          | Ian Dobson          | 14 min 05.47 | 9e     | -                | -                | -            | -            | -            | -                  |
| 5 000 mètres          | Bernard Lagat       | 13 min 39.70 | 1er Q  | NC               | NC               | NC           | NC           | 13 min 26.89 | 9e                 |
| 5 000 mètres          | Matthew Tegenkamp   | 13 min 37.36 | 1er Q  | NC               | NC               | NC           | NC           | 13 min 33.13 | 13e                |
| 10 000 mètres         | Jorge Torres        | NC           | NC     | NC               | NC               | NC           | NC           | 28 min 13.93 | 25e                |
| 10 000 mètres         | Abdi Abdirahman     | NC           | NC     | NC               | NC               | NC           | NC           | 27 min 52.53 | 15e                |
| 10 000 mètres         | Galen Rupp          | NC           | NC     | NC               | NC               | NC           | NC           | 27 min 36.99 | 13e                |
| 110 mètres haies      | Terrence Trammell   | DNF          | /      | -                | -                | -            | -            | -            | -                  |
| 110 mètres haies      | David Payne         | 13.42        | 1er Q  | 13.24            | 1er Q            | 13.21        | 2e Q         | 13.17        | Médaille d'argent  |
| 110 mètres haies      | David Oliver        | 13.30        | 1er Q  | 13.16            | 1er Q            | 13.31        | 1er Q        | 13.18        | Médaille de bronze |
| 400 mètres haies      | Angelo Taylor       | 48.67        | 1er Q  | NC               | NC               | 47.94        | 1er Q        | 47.25        | Médaille d'or      |
| 400 mètres haies      | Kerron Clement      | 49.42        | 1er Q  | NC               | NC               | 48.27        | 1er Q        | 47.98        | Médaille d'argent  |
| 400 mètres haies      | Bershawn Jackson    | 49.20        | 1er Q  | NC               | NC               | 48.02        | 2e Q         | 48.06        | Médaille de bronze |
| 3000m steeple         | Joshua McAdams      | 8 min 33.26  | 9e     | -                | -                | -            | -            | -            | -                  |
| 3000m steeple         | William Nelson      | 8 min 36.66  | 11e    | -                | -                | -            | -            | -            | -                  |
| 3000m steeple         | Anthony Famiglietti | 8 min 17.34  | 3e Q   | NC               | NC               | NC           | NC           | 8 min 31.21  | 13e                |
| Relais 4 × 100 mètres | Rodney Martin       | Abandon      | /      | -                | -                | -            | -            | -            | -                  |
| Relais 4 × 100 mètres | Travis Padgett      | Abandon      | /      | -                | -                | -            | -            | -            | -                  |
| Relais 4 × 100 mètres | Darvis Patton       | Abandon      | /      | -                | -                | -            | -            | -            | -                  |
| Relais 4 × 100 mètres | Tyson Gay           | Abandon      | /      | -                | -                | -            | -            | -            | -                  |
| Relais 4 × 400 mètres | LaShawn Merritt     | 2 min 59.98  | 1er Q  | NC               | NC               | NC           | NC           | 2 min 55.39  | Médaille d'or      |
| Relais 4 × 400 mètres | Angelo Taylor       | 2 min 59.98  | 1er Q  | NC               | NC               | NC           | NC           | 2 min 55.39  | Médaille d'or      |
| Relais 4 × 400 mètres | David Neville       | 2 min 59.98  | 1er Q  | NC               | NC               | NC           | NC           | 2 min 55.39  | Médaille d'or      |
| Relais 4 × 400 mètres | Jeremy Wariner      | 2 min 59.98  | 1er Q  | NC               | NC               | NC           | NC           | 2 min 55.39  | Médaille d'or      |
| 20 km marche          | Kevin Eastler       | NC           | NC     | NC               | NC               | NC           | NC           | 1h 28 min 44 | 43e                |
| 50 km marche          | Philip Dunn         | NC           | NC     | NC               | NC               | NC           | NC           | 4h 08 min 32 | 39e                |
| Saut en longueur      | Miguel Pate         | 7,34m        | 18e    | -                | -                | -            | -            | -            | -                  |
| Saut en longueur      | Brian Johnson       | 7,79m        | 11e    | -                | -                | -            | -            | -            | -                  |
| Saut en longueur      | Trevell Quinley     | 7,87m        | 9e     | -                | -                | -            | -            | -            | -                  |
| Triple saut           | Aarik Wilson        | 15,97m       | 16e    | -                | -                | -            | -            | -            | -                  |
| Triple saut           | Kenta Bell          | 16,55m       | 13e    | -                | -                | -            | -            | -            | -                  |
| Triple saut           | Rafeeq Curry        | 16,88m       | 11e    | -                | -                | -            | -            | -            | -                  |
| Saut en hauteur       | Jesse Williams      | 2,25m        | 8e     | -                | -                | -            | -            | -            | -                  |
| Saut en hauteur       | Dusty Jonas         | 2,20m        | 16e    | -                | -                | -            | -            | -            | -                  |
| Saut en hauteur       | Andra Manson        | 2,25m        | 7e     | -                | -                | -            | -            | -            | -                  |
| Saut à la perche      | Brad Walker         | /            | /      | -                | -                | -            | -            | -            | -                  |
| Saut à la perche      | Jeff Hartwig        | 5,55m        | 10e    | -                | -                | -            | -            | -            | -                  |
| Saut à la perche      | Derek Miles         | 5,65m        | 3e Q   | NC               | NC               | NC           | NC           | 5,70m        | Médaille de bronze |
| Lancer du poids       | Adam Nelson         | 20,56m       | 1er Q  | NC               | NC               | NC           | NC           | NM           | /                  |
| Lancer du poids       | Reese Hoffa         | 20,41m       | 4e Q   | NC               | NC               | NC           | NC           | 20,53m       | 6e                 |
| Lancer du poids       | Christian Cantwell  | 20,48m       | 2e Q   | NC               | NC               | NC           | NC           | 21,09m       | Médaille d'argent  |
| Lancer du disque      | Ian Waltz           | 60,02m       | 12e    | -                | -                | -            | -            | -            | -                  |
| Lancer du disque      | Casey Malone        | 61,26m       | 11e    | -                | -                | -            | -            | -            | -                  |
| Lancer du disque      | Michael Robertson   | 61,64m       | 10e    | -                | -                | -            | -            | -            | -                  |
| Lancer du marteau     | Afred George Kruger | 71,21m       | 14e    | -                | -                | -            | -            | -            | -                  |
| Lancer du javelot     | Mike Hazle          | 72,75m       | 12e    | -                | -                | -            | -            | -            | -                  |
| Lancer du javelot     | Leigh Smith         | 76,55m       | 8e     | -                | -                | -            | -            | -            | -                  |
| Lancer du javelot     | Breaux Greer        | 73,68m       | 12e    | -                | -                | -            | -            | -            | -                  |
| Décathlon             | Tom Pappas          | NC           | NC     | NC               | NC               | NC           | NC           | Abandon      | /                  |
| Décathlon             | Trey Hardee         | NC           | NC     | NC               | NC               | NC           | NC           | Abandon      | /                  |
| Décathlon             | Bryan Clay          | NC           | NC     | NC               | NC               | NC           | NC           | 8791 PTS     | Médaille d'or      |

#### Femmes
| Épreuve               | Athlète                 | Séries       | Séries | Quarts de finale | Quarts de finale | Demi-finales | Demi-finales | Finale       | Finale             |
| Épreuve               | Athlète                 | Résultat     | Rang   | Résultat         | Rang             | Résultat     | Rang         | Résultat     | Rang               |
| --------------------- | ----------------------- | ------------ | ------ | ---------------- | ---------------- | ------------ | ------------ | ------------ | ------------------ |
| 100 mètres            | Lauryn Williams         | 11.38        | 2e Q   | 11.08            | 2e Q             | 11.10        | 3e Q         | 11.03        | 4e                 |
| 100 mètres            | Muna Lee                | 11.33        | 1er Q  | 11.08            | 2e Q             | 11.06        | 2e Q         | 11.07        | 5e                 |
| 100 mètres            | Torri Edwards           | 11.26        | 2e Q   | 11.31            | 1er Q            | 11.18        | 2e Q         | 11.20        | 8e                 |
| 200 mètres            | Allyson Felix           | 23.02        | 1er Q  | 22.74            | 2e Q             | 22.33        | 1er Q        | 21.93        | Médaille d'argent  |
| 200 mètres            | Muna Lee                | 22.71        | 1er Q  | 22.83            | 2e Q             | 22.29        | 3e Q         | 22.01        | 4e                 |
| 200 mètres            | Marshevet Hooker        | 23.07        | 1er Q  | 22.76            | 3e Q             | 22.50        | 2e Q         | 22.34        | 5e                 |
| 400 mètres            | DeeDee Trotter          | 51.41        | 4e Q   | NC               | NC               | 51.87        | 7e           | -            | -                  |
| 400 mètres            | Mary Wineberg           | 51.46        | 2e Q   | NC               | NC               | 51.13        | 5e           | -            | -                  |
| 400 mètres            | Sanya Richards-Ross     | 50.54        | 1er Q  | NC               | NC               | 49.90        | 1er Q        | 49.93        | Médaille de bronze |
| 800 mètres            | Hazel Clark             | 2 min 01.59  | 5e     | -                | -                | -            | -            | -            | -                  |
| 800 mètres            | Nicole Teter            | Abandon      | /      | -                | -                | -            | -            | -            | -                  |
| 800 mètres            | Alica Schmidt           | 2 min 02.33  | 6e     | -                | -                | -            | -            | -            | -                  |
| 1500 mètres           | Erin Donohue            | 4 min 16.05  | 8e     | -                | -                | -            | -            | -            | -                  |
| 1500 mètres           | Christin Wurth-Thomas   | 4 min 09.70  | 8e     | -                | -                | -            | -            | -            | -                  |
| 1500 mètres           | Shannon Rowbury         | 4 min 03.89  | 4e Q   | NC               | NC               | NC           | NC           | 4 min 03.58  | 7e                 |
| 5 000 mètres          | Kara Goucher            | 15 min 00.98 | 7e Q   | NC               | NC               | NC           | NC           | 15 min 49.39 | 9e                 |
| 5 000 mètres          | Shalane Flanagan        | 14 min 59.69 | 6e Q   | NC               | NC               | NC           | NC           | 15 min 50.80 | 10e                |
| 5 000 mètres          | Jennifer Rhines         | 15 min 15.12 | 6e Q   | NC               | NC               | NC           | NC           | 16 min 34.63 | 14e                |
| 10 000 mètres         | Amy Begley-Yoder        | NC           | NC     | NC               | NC               | NC           | NC           | 32 min 38.28 | 26e                |
| 10 000 mètres         | Kara Goucher            | NC           | NC     | NC               | NC               | NC           | NC           | 30 min 55.16 | 10e                |
| 10 000 mètres         | Shalane Flanagan        | NC           | NC     | NC               | NC               | NC           | NC           | 30 min 22.22 | Médaille d'argent  |
| Marathon              | Deena Kastor            | NC           | NC     | NC               | NC               | NC           | NC           | DNF          | /                  |
| Marathon              | Magdalena Lewy-Boulet   | NC           | NC     | NC               | NC               | NC           | NC           | DNF          | /                  |
| Marathon              | Blake Russell           | NC           | NC     | NC               | NC               | NC           | NC           | 2h 33 min 13 | 27e                |
| 100 mètres haies      | Dawn Harper-Nelson      | 12.73        | 2e Q   | NC               | NC               | 12.66        | 2e Q         | 12.54        | Médaille d'or      |
| 100 mètres haies      | Damu Cherry             | 12.92        | 3e Q   | NC               | NC               | 12.62        | 1er Q        | 12.65        | 4e                 |
| 100 mètres haies      | Lolo Jones              | 12.71        | 1er Q  | NC               | NC               | 12.43        | 1er Q        | 12.72        | 7e                 |
| 400 mètres haies      | Queen Harrison          | 55.96        | 4e Q   | NC               | NC               | 55.88        | 7e           | -            | -                  |
| 400 mètres haies      | Sheena Tosta            | 56.12        | 5e Q   | NC               | NC               | 54.07        | 1er Q        | 53.70        | Médaille d'argent  |
| 400 mètres haies      | Tiffany Williams        | 55.51        | 1er Q  | NC               | NC               | 54.99        | 3e Q         | 57.55        | 8e                 |
| 3 000 mètres steeple  | Lindsey Anderson        | 9 min 36.81  | 8e     | -                | -                | -            | -            | -            | -                  |
| 3 000 mètres steeple  | Jennifer Barringer      | 9 min 29.20  | 3e Q   | NC               | NC               | NC           | NC           | 9 min 22.26  | 9e                 |
| 3 000 mètres steeple  | Anna Willard            | 9 min 28.52  | 6e Q   | NC               | NC               | NC           | NC           | 9 min 25.63  | 10e                |
| Relais 4 × 100 mètres | Angela Williams         | DSQ          | /      | -                | -                | -            | -            | -            | -                  |
| Relais 4 × 100 mètres | Mechelle Lewis          | DSQ          | /      | -                | -                | -            | -            | -            | -                  |
| Relais 4 × 100 mètres | Torri Edwards           | DSQ          | /      | -                | -                | -            | -            | -            | -                  |
| Relais 4 × 100 mètres | Lauryn Williams         | DSQ          | /      | -                | -                | -            | -            | -            | -                  |
| Relais 4 × 400 mètres | Mary Wineberg           | 3 min 22.45  | 1er Q  | NC               | NC               | NC           | NC           | 3 min 18.54  | Médaille d'or      |
| Relais 4 × 400 mètres | Allyson Felix           | 3 min 22.45  | 1er Q  | NC               | NC               | NC           | NC           | 3 min 18.54  | Médaille d'or      |
| Relais 4 × 400 mètres | Monique Henderson       | 3 min 22.45  | 1er Q  | NC               | NC               | NC           | NC           | 3 min 18.54  | Médaille d'or      |
| Relais 4 × 400 mètres | Sanya Richards-Ross     | 3 min 22.45  | 1er Q  | NC               | NC               | NC           | NC           | 3 min 18.54  | Médaille d'or      |
| 20 km marche          | Joanne Dow              | NC           | NC     | NC               | NC               | NC           | NC           | 1h 34 min 15 | 30e                |
| Saut en longueur      | Brittney Reese          | 6,87m        | 1er Q  | NC               | NC               | NC           | NC           | 6,76m        | 4e                 |
| Saut en longueur      | Grace Upshaw            | 6,68m        | 4e Q   | NC               | NC               | NC           | NC           | 6,58m        | 7e                 |
| Saut en longueur      | Funmi Jimoh             | 6,61m        | 7e Q   | NC               | NC               | NC           | NC           | 6,29m        | 11e                |
| Triple saut           | Shani Marks             | 13,44m       | 13e    | -                | -                | -            | -            | -            | -                  |
| Triple saut           | Erica McLain            | 13,52m       | 14e    | -                | -                | -            | -            | -            | -                  |
| Saut en hauteur       | Sharon Day-Monroe       | 1,85m        | 12e    | -                | -                | -            | -            | -            | -                  |
| Saut en hauteur       | Amy Acuff               | 1,89m        | 9e     | -                | -                | -            | -            | -            | -                  |
| Saut en hauteur       | Chaunté Lowe            | 1,93m        | 6e Q   | NC               | NC               | NC           | NC           | 1,99m        | Médaille de bronze |
| Saut à la perche      | Erica Bartolina         | NM           | /      | -                | -                | -            | -            | -            | -                  |
| Saut à la perche      | Jennifer Stuczynski     | 4,50m        | 1er Q  | NC               | NC               | NC           | NC           | 4,80m        | Médaille d'argent  |
| Saut à la perche      | April Steiner           | 4,50m        | 3e Q   | NC               | NC               | NC           | NC           | 4,55m        | 8e                 |
| Lancer du poids       | Kristin Heaston         | 17,34m       | 14e    | -                | -                | -            | -            | -            | -                  |
| Lancer du poids       | Jillian Camarena        | 18,51m       | 7e Q   | NC               | NC               | NC           | NC           | 18,24m       | 10e                |
| Lancer du poids       | Michelle Carter         | 18,49m       | 6e Q   | NC               | NC               | NC           | NC           | 17,74m       | 13e                |
| Lancer du disque      | Suzanne Powell Ross     | 58,02m       | 15e    | -                | -                | -            | -            | -            | -                  |
| Lancer du disque      | Stephanie Brown Trafton | 62,77m       | 1er Q  | NC               | NC               | NC           | NC           | 64,74m       | Médaille d'or      |
| Lancer du disque      | Aretha Thurmond         | 61,90m       | 2e Q   | NC               | NC               | NC           | NC           | 59,80m       | 9e                 |
| Lancer du marteau     | Amber Campbell          | 67,86m       | 9e     | -                | -                | -            | -            | -            | -                  |
| Lancer du marteau     | Jessica Cosby           | NM           | /      | -                | -                | -            | -            | -            | -                  |
| Lancer du marteau     | Loree Smith             | 63,60m       | 21e    | -                | -                | -            | -            | -            | -                  |
| Lancer du javelot     | Kim Kreiner             | 55,13m       | 19e    | -                | -                | -            | -            | -            | -                  |
| Lancer du javelot     | Kara Patterson          | 54,39m       | 22e    | -                | -                | -            | -            | -            | -                  |
| Heptathlon            | Diana Pickler           | NC           | NC     | NC               | NC               | NC           | NC           | Ab.          | /                  |
| Heptathlon            | Jacquelyn Johnson       | NC           | NC     | NC               | NC               | NC           | NC           | Ab.          | /                  |
| Heptathlon            | Hyleas Fountain         | NC           | NC     | NC               | NC               | NC           | NC           | 6619pts      | Médaille d'argent  |

### Aviron
| Hommes - Ken Jurkowski - Elliot Hovey, Wes Piermarini - Scott Gault, Jamie Schroeder, Sam Stitt, Matt Hughes - Cameron Winklevoss, Tyler Winklevoss - Brett Newlin, Giuseppe Lanzone, Paul Teti, David Banks - Tom Paradiso, Will Daly, Patrick Todd, Mike Altman - Marcus McElhenney, Josh Inman, Bryan Volpenhein, Daniel Walsh, Steven Coppola, Micah Boyd, Wyatt Allen, Beau Hoopman, Matt Schnobrich | Femmes - Michelle Guerette - Ellen Tomek, Megan Kalmoe - Jennifer Goldsack, Renee Hykel - Margot Shumway, Jennifer Kaido, Lindsay Meyer, Lia Pernell - Anna Cummins, Portia McGee - Mary Whipple, Caryn Davies, Caroline Lind, Susan Francia, Anna Cummins, Elle Logan, Anna Goodale, Lindsay Shoop, Erin Cafaro |

| Athlète(s)                                                              | Compétition                      | Série         | Série | Quart de finale | Quart de finale | Demi-finale   | Demi-finale | Finale                 | Finale             |
| Athlète(s)                                                              | Compétition                      | Temps         | Rang  | Temps           | Rang            | Temps         | Rang        | Temps                  | Rang               |
| ----------------------------------------------------------------------- | -------------------------------- | ------------- | ----- | --------------- | --------------- | ------------- | ----------- | ---------------------- | ------------------ |
| Ken Jurkowski                                                           | Skiff                            | 7 min 25 s 13 | 4e    | 6 min 53 s 26   | 3e              | 7 min 11 s 52 | 5e          | Finale B 7 min 22 s 75 | 5e                 |
| Wes Piermarini                                                          | Deux de couple                   | 6 min 39 s 37 | 5e    | 6 min 26 s 05   | 4e              | NC            | NC          | Finale C 6 min 33 s 15 | 1er                |
| Elliot Hovey                                                            | Deux de couple                   | 6 min 39 s 37 | 5e    | 6 min 26 s 05   | 4e              | NC            | NC          | Finale C 6 min 33 s 15 | 1er                |
| Scott Gault Jamie Schroeder Sam Stitt Matt Hugues                       | Quatre de couple                 | 5 min 45 s 77 | 3e    | NC              | NC              | 5 min 52 s 81 | 2e          | 5 min 47 s 64          | 5e                 |
| Tyler Winklevoss                                                        | Deux sans barreur                | 7 min 13 s 64 | 5e    | 6 min 36 s 87   | 1er             | 6 min 36 s 65 | 2e          | Finale A 7 min 05 s 58 | 6e                 |
| Cameron Winklevoss                                                      | Deux sans barreur                | 7 min 13 s 64 | 5e    | 6 min 36 s 87   | 1er             | 6 min 36 s 65 | 2e          | Finale A 7 min 05 s 58 | 6e                 |
| Brett Newlin Giuseppe Lanzone Paul Teti David Banks                     | Quatre sans barreur              | 6 min 03 s 96 | 3e    | NC              | NC              | 5 min 57 s 52 | 5e          | Finale B 6 min 07 s 17 | 3e                 |
| Tom Paradisio Will Daly Patrick Todd Mike Altman                        | Quatre sans barreur poids légers | 5 min 56 s 54 | 4e    | 6 min 27 s 43   | 3e              | 6 min 16 s 30 | 6e          | -                      | -                  |
| Hoopman Schnobrich Boyd Allen Walsh Coppola Inman Volpenheim McElhenney | Huit                             | 5 min 29 s 60 | 2e    | 5 min 38 s 95   | 1er             | NC            | NC          | Finale A 5 min 25 s 34 | Médaille de bronze |

### Badminton
Hommes
- Howard Bach
- Khan “Bob” Malaythong
- Raju Rai

Femmes
- Eva Lee
- Mesinee “May” Mangkalakiri

#### Hommes
[modifier | modifier le code]
| Épreuve | Athlète         | 32éme de Finale | 16éme de Finale       | Huitième de Finale              | Quarts de finale        | Demi-finales | Finale/ 3e place |
| Épreuve | Athlète         | Résultats       | Résultat              | Résultat                        | Résultat                | Résultat     | Résultat         |
| ------- | --------------- | --------------- | --------------------- | ------------------------------- | ----------------------- | ------------ | ---------------- |
| Simple  | Raju Rai        | NC              | Lang 0-2 (9/21-16/21) | -                               | -                       | -            | -                |
| Double  | Howard Bach     | NC              | NC                    | Dednam/Dednam 2-0 (21/10-21/16) | Cai/Fu 0-2 (9/21-10/21) | -            | -                |
| Double  | Khan Malaythong | NC              | NC                    | Dednam/Dednam 2-0 (21/10-21/16) | Cai/Fu 0-2 (9/21-10/21) | -            | -                |

### Baseball
Hommes
| - Brett Anderson - Jake Arrieta - Brian Barden - Matt Brown - Trevor Cahill - Jeremy Cummings | - Jason Donald - Brian Duensing - Dexter Fowler - John Gall - Mike Hessman - Kevin Jepsen | - Brandon Knight - Michael Koplove - Matt LaPorta - Lou Marson - Blaine Neal - Jayson Nix | - Nate Schierholtz - Jeff Stevens - Stephen Strasburg - Taylor Teagarden - Terry Tiffee - Casey Weathers |

Manager : Davey Johnson
| Épreuve          | Phase de groupes         | Phase de groupes      | Phase de groupes    | Phase de groupes    | Phase de groupes    | Phase de groupes    | Phase de groupes    | Demi-finale         | Finale / MB         | Rang               |
| Épreuve          | Adversaire Résultat      | Adversaire Résultat   | Adversaire Résultat | Adversaire Résultat | Adversaire Résultat | Adversaire Résultat | Adversaire Résultat | Adversaire Résultat | Adversaire Résultat | Rang               |
| ---------------- | ------------------------ | --------------------- | ------------------- | ------------------- | ------------------- | ------------------- | ------------------- | ------------------- | ------------------- | ------------------ |
| Tournoi masculin | Corée du Sud Défaite 7-8 | Pays-Bas Victoire 7-0 | Cuba Défaite 4-5    | Canada Victoire 5-4 | Chine Victoire 9-1  | Taïwan Victoire 4-2 | Japon Victoire 4-2  | Cuba Défaite 2-10   | Japon Victoire 8-4  | Médaille de bronze |

### Basket-ball
| Hommes - Kobe Bryant - LeBron James - Dwyane Wade - Carmelo Anthony - Jason Kidd - Tayshaun Prince - Carlos Boozer - Chris Bosh - Dwight Howard - Chris Paul - Michael Redd - Deron Williams Entraîneur : Mike Krzyzewski | Femmes - Lisa Leslie - Katie Smith - Sue Bird - Diana Taurasi - Tina Thompson - Seimone Augustus - Sylvia Fowles - Candace Parker - Cappie Pondexter - Tamika Catchings - DeLisha Milton-Jones - Kara Lawson Entraîneuse : Anne Donovan |

| Épreuve          | Phase de groupes      | Phase de groupes      | Phase de groupes     | Phase de groupes        | Phase de groupes          | Quart de Finale           | Demi-finale               | Finale / MB              | Rang          |
| Épreuve          | Adversaire Résultat   | Adversaire Résultat   | Adversaire Résultat  | Adversaire Résultat     | Adversaire Résultat       | Adversaire Résultat       | Adversaire Résultat       | Adversaire Résultat      | Rang          |
| ---------------- | --------------------- | --------------------- | -------------------- | ----------------------- | ------------------------- | ------------------------- | ------------------------- | ------------------------ | ------------- |
| Tournoi masculin | Chine Victoire 101-70 | Angola Victoire 97-76 | Grèce Victoire 92-69 | Espagne Victoire 119-89 | Allemagne Victoire 106-57 | Australie Victoire 116-85 | Argentine Victoire 101-81 | Espagne Victoire 118-107 | Médaille d'or |

### Boxe
- Luis Yanez
- Raushee Warren
- Gary Russell
- Raynell Williams
- Sadam Ali
- Javier Molina
- Demetrius Andrade
- Shawn Estrada
- Deontay Wilder

| Athlète           | Catégorie                  | 16e de finale             | 8e de finale           | Quart de finale         | Demi-finale         | Finale              |
| Athlète           | Catégorie                  | Adversaire Résultat       | Adversaire Résultat    | Adversaire Résultat     | Adversaire Résultat | Adversaire Résultat |
| ----------------- | -------------------------- | ------------------------- | ---------------------- | ----------------------- | ------------------- | ------------------- |
| Luis Yanez        | Poids mi-mouches (-48kg)   | De La Nieve Victoire 12-9 | Serdamba Défaite 7-8   | -                       | -                   | -                   |
| Rau'shee Warren   | Poids mouches (-51Kg)      | Sung Défaite 8-9          | -                      | -                       | -                   | -                   |
| Raynell Williams  | Poids plumes (-57Kg)       | Di Savino Victoire 9-1    | Djelkhir Défaite 7-9   | -                       | -                   | -                   |
| Sadam Ali         | Poids légers (-60Kg)       | Popescu Défaite 5-20      | -                      | -                       | -                   | -                   |
| Javier Molina     | Poids super-légers (-64Kg) | Georgiev Défaite 1-14     | -                      | -                       | -                   | -                   |
| Demetrius Andrade | Poids welters (-69Kg)      | Jvania Victoire 11-9      | Balanov Victoire 14-3  | Kim Défaite 9-11        | -                   | -                   |
| Shawn Estrada     | Poids moyens (-75Kg)       | Maderna Victoire 10-2     | Degale Défaite 5-11    | -                       | -                   | -                   |
| Deontay Wilder    | Poids lourds (-91Kg)       | NC                        | Toulbini Victoire 10-4 | Arjaoui Victoire +10-10 | Russo Défaite 1-7   | -                   |

### Slalom
Hommes
- C1
  - Benn Fraker
- C2
  - Casey Eichfeld
  - Rick Powell
- K1
  - Scott Parsons

Femmes
- K1
  - Heather Corrie

### Course en ligne
Hommes
- Rami Zur

Femmes
- Carrie Johnson

| Athlète  | Compétition | Éliminatoires  | Éliminatoires | Demi-finales   | Demi-finales | Finale A | Finale A |
| Athlète  | Compétition | Temps          | Rang          | Temps          | Rang         | Temps    | Rang     |
| -------- | ----------- | -------------- | ------------- | -------------- | ------------ | -------- | -------- |
| Rami Zur | K1 500m     | 1 min 39 s 037 | 3e            | 1 min 47 s 163 | 6e           | -        | -        |
| Rami Zur | K1 1000m    | 3 min 38 s 693 | 6e            | 3 min 46 s 204 | 7e           | -        | -        |

| Athlète        | Compétition | Éliminatoires | Éliminatoires | Demi-finales | Demi-finales | Finale A   | Finale A |
| Athlète        | Compétition | Temps         | Rang          | Temps        | Rang         | Temps      | Rang     |
| -------------- | ----------- | ------------- | ------------- | ------------ | ------------ | ---------- | -------- |
| Scott Parsons  | K1          | 220.54 pts    | 20e           | -            | -            | -          | -        |
| Ben Fraker     | C1          | 179.44 pts    | 10e           | 92.27 pts    | 8e           | 182.12 pts | 4e       |
| Casey Eichfeld | C2          | 253.34 pts    | 11e           | -            | -            | -          | -        |
| Rick Powell    | C2          | 253.34 pts    | 11e           | -            | -            | -          | -        |

### Cyclisme

#### BMX
Hommes
- Kyle Bennett
- Mike Day
- Donny Robinson

Femmes
- Jill Kintner

| Athlète        | Compétition | Qualifications | Qualifications | Quarts de finale | Quarts de finale | Quarts de finale | Quarts de finale | Quarts de finale | Demi-finales | Demi-finales | Demi-finales | Demi-finales | Demi-finales | Finale   | Finale             |
| Athlète        | Compétition | Résultat       | Rang           | Manche 1         | Manche 2         | Manche 3         | Total            | Rang             | Manche 1     | Manche 2     | Manche 3     | Total        | Rang         | Résultat | Rang               |
| -------------- | ----------- | -------------- | -------------- | ---------------- | ---------------- | ---------------- | ---------------- | ---------------- | ------------ | ------------ | ------------ | ------------ | ------------ | -------- | ------------------ |
| Mike Day       | BMX hommes  | 35 s 692       | 1er            | 1                | 1                | 1                | 3                | 1er              | 1            | 1            | 3            | 5            | 1er          | 36 s 606 | Médaille d'argent  |
| Kyle Bennet    | BMX hommes  | 36 s 241       | 12e            | 2                | 4                | 8                | 14               | 4e               | 5            | 5            | 4            | 14           | 6e           | -        | -                  |
| Donny Robinson | BMX hommes  | 36 s 810       | 24e            | 6                | 2                | 3                | 11               | 3e               | 2            | 2            | 6            | 10           | 3e           | 36 s 972 | Médaille de bronze |

#### VTT
Hommes
- Adam Craig
- Todd Wells

Femmes
- Georgia Gould
- une cycliste supplémentaire

| Athlète    | Compétition              | Temps    | Rang |
| ---------- | ------------------------ | -------- | ---- |
| Adam Craig | Cross-country VTT hommes | + 1 Tour | 29e  |
| Todd Wells | Cross-country VTT hommes | + 3 Tour | 43e  |

#### Route
Hommes
- George Hincapie
- Levi Leipheimer
- Jason McCartney
- Christian Vande Velde
- David Zabriskie

Femmes
- Kristin Armstrong
- Amber Neben
- Christine Thorburn

| Athlète               | Compétition      | Temps         | Rang               |
| --------------------- | ---------------- | ------------- | ------------------ |
| Levi Leipheimer       | Course en ligne  | 6 h 24 min 09 | 10e                |
| Christian Vande Velde | Course en ligne  | 6 h 24 min 19 | 16e                |
| George Hincapie       | Course en ligne  | 6 h 26 min 25 | 39e                |
| Levi Leipheimer       | Contre-la-montre | 1 h 03 min 21 | Médaille de bronze |
| David Zabriskie       | Contre-la-montre | 1 h 05 min 17 | 12e                |

#### Piste
Hommes
- Michael Blatchford
- Adam Duvendeck
- Michael Friedman
- Bobby Lea
- Giddeon Massie
- Taylor Phinney

Femmes
- Sarah Hammer
- Jennie Reed

| Athlète        | Compétition | 1er round | Repêchage | Demi-Finales | Finale |
| Athlète        | Compétition | Rang      | Rang      | Rang         | Rang   |
| -------------- | ----------- | --------- | --------- | ------------ | ------ |
| Giddeon Massie | Keirin      | 3e        | 4e        | -            | -      |

| Athlète            | Compétition   | Qualification        | Qualification | 1/16 de finale (Repêchage)      | 1/8 de finale (Repêchage)       | Quart de finale                 | Demi-finale                     | Finale                          | Finale |
| Athlète            | Compétition   | Temps Vitesse (km/h) | Rang          | Adversaire Temps Vitesse (km/h) | Adversaire Temps Vitesse (km/h) | Adversaire Temps Vitesse (km/h) | Adversaire Temps Vitesse (km/h) | Adversaire Temps Vitesse (km/h) | Rang   |
| ------------------ | ------------- | -------------------- | ------------- | ------------------------------- | ------------------------------- | ------------------------------- | ------------------------------- | ------------------------------- | ------ |
| Michael Blatchford | Sprint hommes | 10 s 470             | 15e           | Sireau Défaite                  | -                               | -                               | -                               | -                               | -      |

| Athlète            | Compétition         | Qualification        | Qualification | Demi-finale                      | Finale                          | Finale |
| Athlète            | Compétition         | Temps Vitesse (km/h) | Rang          | Adversaire Temps Vitesse (km/h)  | Adversaire Temps Vitesse (km/h) | Rang   |
| ------------------ | ------------------- | -------------------- | ------------- | -------------------------------- | ------------------------------- | ------ |
| Michael Blatchford | Vitesse par équipes | 45 s 346             | 8e            | Grande-Bretagne Défaite 45 s 423 | -                               | -      |
| Adam Duvendeck     | Vitesse par équipes | 45 s 346             | 8e            | Grande-Bretagne Défaite 45 s 423 | -                               | -      |
| Giddeon Massie     | Vitesse par équipes | 45 s 346             | 8e            | Grande-Bretagne Défaite 45 s 423 | -                               | -      |

| Athlète        | Compétition                      | Qualification                  | Demi-finales                    | Match pour le bronze     | Match pour le bronze | Finale                   | Finale |
| Athlète        | Compétition                      | Temps Vitesse                  | Adversaire Temps Vitesse        | Adversaire Temps Vitesse | Rang                 | Adversaire Temps Vitesse | Rang   |
| -------------- | -------------------------------- | ------------------------------ | ------------------------------- | ------------------------ | -------------------- | ------------------------ | ------ |
| Taylor Phinney | Poursuite individuelle masculine | Dyudya Victoire 4 min 22 s 530 | Roulston Défaite 4 min 19 s 232 | -                        | -                    | -                        | -      |

| Athlète          | Compétition           | Points | Rang |
| ---------------- | --------------------- | ------ | ---- |
| Bobby Lea        | Course aux points     | -20    | 22e  |
| Michael Friedman | Course à l'américaine | 3      | 16e  |
| Robert Lea       | Course à l'américaine | 3      | 16e  |

### Escrime
| Hommes - Epée - Seth Kelsey - Fleuret - Gerek Meinhardt - Sabre - Keeth Smart - Timothy Morehouse - Jason Rogers - James Williams | Femmes - Epée - Kelley Hurley - Fleuret - Emily Cross - Erinn Smart - Hanna Thompson - Doris Willette - Sabre - Rebecca Ward - Sada Jacobson - Mariel Zagunis - Dagmara Wozniak |

### Hockey sur gazon
Femmes
- Kate Barber
- Kayla Bashore
- Lauren Crandall
- Rachel Dawson
- Kelly Doton
- Katelyn Falgowski
- Jesse Gey
- Carrie Lingo
- Angie Loy
- Caroline Nichols
- Lauren Powley
- Dina Rizzo
- Dana Sensenig
- Keli Smith
- Tiffany Snow
- Amy Tran

### Football
Femmes
- Goals (2): Nicole Barnhart, Hope Solo
- Défenseurs (6): Rachel Buehler, Lori Chalupny, Stephanie Cox, Kate Markgraf, Heather Mitts, Christie Rampone
- Milieux (7): Shannon Boxx, Tobin Heath, Angela Hucles, Carli Lloyd, Heather O'Reilly, Lindsay Tarpley, Aly Wagner
- Attaquants (3): Natasha Kai, Amy Rodriguez, Abby Wambach

Entraîneur : Pia Sundhage

### Gymnastique

#### Gymnastique artistique
| Hommes - Joe Hagerty - Morgan Hamm - Paul Hamm - Jonathan Horton - Justin Spring - Kevin Tan Remplaçants : - Alexander Artemev - Raj Bhavsar - David Durante | Femmes - Shawn Johnson - Nastia Liukin |

#### Trampoline
Hommes
- Chris Estrada

Femmes
- Erin Blanchard

### Haltérophilie
| Hommes - 77 kg - Chad Vaughn - 85 kg - Kendrick Farris - +105 kg - Casey Burgener | Femmes - 53 kg - Melanie Roach - 63 kg - Carissa Gump - 69 kg - Cara Heads - +75 kg - Cheryl Haworth |

### Judo
| Hommes - 60 kg - Taraje Williams-Murray - 66 kg - Taylor Takata - 73 kg - Ryan Reser - 81 kg - Travis Stevens - 90 kg - Brian Olson - 100 kg - Adler Volmar - +100 kg - Daniel McCormick | Femmes - 48 kg - Sayaka Matsumoto - 57 kg - Valerie Gotay - 70 kg - Ronda Rousey |

### Natation
| Hommes - 50 m nage libre - Garrett Weber-Gale - Ben Wildman-Tobriner - 100 m nage libre - Garrett Weber-Gale - Jason Lezak - 200 m nage libre - Michael Phelps - Peter Vanderkaay - 400 m nage libre - Larsen Jensen - Peter Vanderkaay - 1500 m nage libre - Peter Vanderkaay - Larsen Jensen - 100 m dos - Aaron Peirsol - Matt Grevers - 200 m dos - Aaron Peirsol - Ryan Lochte - 100 m brasse - Brendan Hansen - Mark Gangloff - 200 m brasse - Scott Spann - Eric Shanteau - 100 m papillon - Michael Phelps - Ian Crocker - 200 m papillon - Michael Phelps - Gil Stovall - 200 m 4 nages - Michael Phelps - Ryan Lochte - 400 m 4 nages - Michael Phelps - Ryan Lochte - Relais 4 × 100 m nage libre - Garrett Weber-Gale - Jason Lezak - Cullen Jones - Nathan Adrian - Matt Grevers - Ben Wildman-Tobriner - Relais 4 × 200 m nage libre - Michael Phelps - Peter Vanderkaay - Ricky Berens - Klete Keller - Erik Vendt - 10 km nage en eau libre - Mark Wartenkin | Femmes - 50 m nage libre - Dara Torres - Jessica Hardy - 100 m nage libre - Natalie Coughlin - Lacey Nymeyer - 200 m nage libre - Katie Hoff - Allison Schmitt - 400 m nage libre - Katie Hoff - Kate Ziegler - 800 m nage libre - Katie Hoff - Kate Ziegler - 100 m dos - Natalie Coughlin - Margaret Hoelzer - 200 m dos - Margaret Hoelzer - Elizabeth Beisel - 100 m brasse - Jessica Hardy - Megan Jendrick - 200 m brasse - Rebecca Soni - Amanda Beard - 100 m papillon - Christine Magnuson - Elaine Breeden - 200 m papillon - Elaine Breeden - Kathleen Hersey - 200 m 4 nages - Katie Hoff - Natalie Coughlin - 400 m 4 nages - Katie Hoff - Elizabeth Beisel - relais 4 × 100 m nage libre - Dara Torres - Natalie Coughlin - Lacey Nymeyer - Jessica Hardy - Kara Lynn Joyce - Emily Silver - relais 4 × 200 m nage libre - Katie Hoff - Allison Schmitt - Julia Smit - Caroline Burckle - Christine Marshall - Kim Vandenberg - 10 km en eau libre - Chloe Sutton |

### Natation synchronisée
- Ballet
  - Brooke Abel
  - Janet Culp
  - Christina Jones
  - Becky Kim
  - Meghan Kinney
  - Andrea Nott
  - Annabelle Orme
  - Jillian Penner
  - Kim Probst
- Duo
  - Christina Jones and Andrea Nott

### Pentathlon moderne
| - Hommes - Eli Bremer - Sam Sacksen | - Femmes - - Sheila Taormina - Margaux Isaksen |

### Plongeon
Hommes
- Troy Dumais (3 m )
- Chris Colwill (3 m , 3 m synchronisé)
- Jevon Tarantino (3 m synchronisé)
- David Boudia (10 m , 10 m synchronisé)
- Thomas Finchum (10 m , 10 m synchronisé)

Femmes
- Nancilea Underwood Foster (3 m)
- Christina Loukas (3 m)
- Kelci Bryant (3 m synchronisé)
- Ariel Rittenhouse (3 m synchronisé)
- Laura Wilkinson (10 m)
- Haley Ishimatsu (10 m, 10 m synchronisé)
- Mary Beth Dunnichay (10 m synchronisé)

### Softball
| - Crystl Bustos - Caitlin Lowe - Kelly Kretschman - Jessica Mendoza - Natasha Watley | - Victoria Galindo - Laura Berg - Lovieanne Jung - Andrea Duran - Lauren Lappin | - Tairia Flowers - Stacey Nuveman - Monica Abbott - Jennie Finch - Cat Osterman |

Entraîneur : Mike Candrea

### Tennis de table
| Hommes - David Zhuang | Femmes - Wang Chen - Gao Jun - Chrystal Huang |

### Taekwondo
| Hommes - Mark Lopez - Steven Lopez | Femmes - Charlotte Craig - Diana Lopez |

### Tennis
| Hommes - Simple - James Blake - Sam Querrey - Robby Ginepri - Double - Bob Bryan - Mike Bryan - James Blake - Sam Querrey | Femmes - Simple - Jill Craybas - Lindsay Davenport - Serena Williams - Venus Williams - Double - Liezel Huber - Lindsay Davenport - Serena Williams - Venus Williams |

### Tir
| Hommes - Jason Parker - Steven Scherer - Brian Beaman - Jason Turner - Mike Anti - Matt Emmons - Matt Emmons - Daryl Szarenski - Jason Turner - Keith Sanderson - Bret Erickson - Dominic Grazioli - Glenn Eller - Jeff Holguin - Vincent Hancock - Sean McLelland | Femmes - Emily Caruso - Brenda Shinn - Beki Snyder - Jamie Beyerle - Sandra Fong - Libby Callahan - Beki Snyder - Corey Cogdell - Kim Rhode |

### Tir à l'arc
| Hommes - Brady Ellison - Butch Johnson - Vic Wunderle | Femmes - Jennifer Nichols - Khatuna Lorig |

### Triathlon
| Hommes - Hunter Kemper - Jarrod Shoemaker - Matthew Reed | Femmes - Julie Ertel - Sarah Haskins - Laura Bennett |

### Volleyball

#### Volleyball de plage
- Misty May-Treanor - Kerri Walsh
- Nicole Branagh - Elaine Youngs

### Water Polo
| Hommes - Merrill Moses - Brandon Brooks - Ryan Bailey - JW Krumpholz - Tony Azevedo - Adam Wright - Peter Varellas - Jesse Smith - Jeff Powers - Layne Beaubien - Peter Hudnut - Rick Merlo - Tim Hutten - John Mann - Brian Alexander | Femmes - Betsey Armstrong - Jamie Hipp - Moriah van Norman - Kami Craig - Brenda Villa - Heather Petri - Patty Cardenas - Brittany Hayes - Lauren Wenger - Natalie Golda - Alison Gregorka - Elsie Windes - Jessica Steffens - Erika Figge |